# Polystichum concinnum
Polystichum concinnum là một loài thực vật có mạch trong họ Dryopteridaceae. Loài này được Lellinger ex Barrington miêu tả khoa học đầu tiên năm 1989.